# Terapia megavitamínica
Terapia megavitamínica é a utilização de grandes doses de vitaminas, muitas vezes maiores do que a ingestão diária recomendada, na tentativa de prevenir ou tratar doenças. A terapia megavitamínica é normalmente empregada na medicina alternativa por profissionais que classificam tal abordagem sob o escopo da medicina ortomolecular, mas também pode ser usada na medicina atual para condições genéticas raras que respondem ao tratamento com megadoses de vitaminas.
Em 2002, um artigo de revisão identificou cinquenta condições médicas que respondem a "terapias com altas doses de vitaminas". Espera-se que uma maior compreensão dessas condições contribua ao campo emergente da nutrigenômica.
Nutrientes podem ser úteis na prevenção e no tratamento de algumas doenças, mas as conclusões da pesquisa médica são de que as amplas reivindicações de tratamento de doenças pelos defensores da terapia megavitamínica não têm base na evidência disponível atualmente. É geralmente aceito que a dose de qualquer vitamina excessivamente além dos requisitos nutricionais irá resultar em toxicidade ou simplesmente será metabolizada — evidência a favor da suplementação de vitamina apenas em doses na faixa padrão. Os críticos descrevem alguns aspectos da medicina ortomolecular como modismo alimentar ou até mesmo como charlatanismo. A pesquisa sobre a suplementação de nutrientes, em geral, sugere que alguns suplementos nutricionais podem ser benéficos, e que outros podem ser prejudiciais; várias terapias nutricionais específicas são associadas a uma maior probabilidade de incidência das condições que procuram prevenir.

## Multivitamínico vs megavitamínico
A terapia megavitamínica deve ser distinguida da abordagem de suplementação vitamínica comum às pílulas multivitamínicas. Doses megavitamínicas são muito mais elevadas do que os níveis de vitaminas normalmente disponíveis através de dietas ocidentais. A suplementação multivitamínica tem sido associada a um efeito desprezível no tratamento do câncer.
Um estudo feito com 161 mil indivíduos (mulheres na pós-menopausa) demonstrou que, nas palavras dos autores, "há evidência convincente de que o uso de multivitamínicos tem pouca ou nenhuma influência sobre o risco de cânceres comuns, doença cardiovascular ou mortalidade total em mulheres na pós-menopausa".

## História
Nas décadas de 1930 e 1940, alguns evidências clínicas e científicas sugeriram que poderia ser benéfico o uso das vitaminas C, E, e B3 em grandes doses. Em 1930, Shute, um cientista canadense, desenvolveu uma terapia com megadose de vitamina E para o tratamento de doenças cardiovasculares e problemas circulatórios, nomeando-a "protocolo Shute".
Tentativas de experimentos na década de 1930 com maiores doses de vitamina C foram substituídas pelo desenvolvimento de terapias de megadoses intravenosas da vitamina por Fred R. Klenner, utilizadas na década de 1940. William Kaufman publicou na mesma década artigos que detalharam o tratamento de artrite com doses altas e frequentes de niacinamida.
Em 1954, Rudolf Altschul e Abram Hoffer aplicaram grandes doses de niacina (vitamina B3) na forma de liberação imediata para tratar a hipercolesterolemia. Em 1956, a publicação intitulada Biochemical Individuality, por Roger J. Williams, introduziu conceitos sobre o uso individualizado de nutrientes e megavitamínicos. Terapias megavitamínicas foram também defendidas publicamente por Linus Pauling, no final da década de 1960. Em 1956, resultados experimentais sugeriram que a niacina poderia ser útil no tratamento de colesterol, resultados que foram confirmados em 1986.

## O uso da terapia
A crescente prática de terapias megavitamínicas vem sendo integrada à medicina natural e à ortomolecular. 
Embora terapias megavitamínicas ainda sejam frequentemente excluídas da medicina baseada em evidências, elas estão sendo cada vez mais utilizadas pelos próprios pacientes, com ou sem a aprovação de seus médicos.
Em 2008, pesquisadores estabeleceram que uma maior ingestão de vitamina C reduz o nível de ácido úrico no plasma e pode ser útil na prevenção de crises de gota.
A suposta eficácia de várias terapias megavitamínicas tem sido refutada pelos resultados de um ensaio clínico. Uma revisão de ensaios clínicos no tratamento de resfriados com pequenas e grandes doses de vitamina C estabeleceu que não há evidência de sua eficácia. Depois de 33 anos de pesquisa, ainda não está estabelecido se a vitamina C pode ser usada como um tratamento para o câncer.
Enquanto algumas vitaminas não têm nenhum nível de ingestão diária máximo, outras, incluindo as vitaminas A e D, são conhecidas por serem tóxicas em altas doses. Todas as vitaminas tóxicas em altas doses são lipossolúveis, não solúveis em água, pois vitaminas solúveis em água podem ser eliminadas pela urina em um intervalo de tempo razoável.
Devido à ingestão de vitamina poder alterar o metabolismo da mesma maneira que medicamentos, pausas a curto prazo entre a ingestão periódica de uma ou várias vitaminas são geralmente recomendadas (pelas comunidades médica e homeopática), de modo a permitir que o corpo use o excesso de vitaminas estocadas e estabilize a sua química interna.